# بارنز ميرفي
بارنز ميرفي (بالإنجليزية: Barnes Murphy)‏ هو لاعب كرة القدم الغالية أيرلندي، ولد في 1947 في سلايغو في جمهورية أيرلندا.